# Józef Smagała
Józef Smagała (ur. 29 marca 1897 w Stanisławowie, zm. 5 września 1924 w Mykietnicach powiat Stanisławów) – plutonowy Legionów Polskich i Wojska Polskiego, przodownik Straży Granicznej. Uczestnik I wojny światowej i wojny polsko-bolszewickiej. Kawaler Orderu Virtuti Militari.

## Życiorys
Urodził się 29 marca 1897 w Stanisławowie jako syn Wiktorii Smagały. Absolwent szkoły ludowej. Członek Związku Strzeleckiego. Od 6 sierpnia 1914 w Legionach Polskich jako żołnierz 3 pułku piechoty (LP), 4 pułku piechoty (LP) i 1 pułku ułanów (LP). Został ranny podczas I wojny światowej w bitwie pod Mołotkowem. Po kryzysie przysięgowym od jesieni 1917 w szeregach Polskiego Korpusu Posiłkowego. W listopadzie 1918 już w odrodzonym Wojsku Polskim. Jako żołnierz w 17 pułku piechoty, następnie otrzymał przydział do 3 batalionu, 9 kompanii 25 pułku piechoty. Z tym pułkiem brał udział od grudnia 1919 w walkach wojny polsko–bolszewickiej.
„Szczególnie odznaczył się w operacji Kijowskiej (kwiecień 1920) pod Talkami i Rudnią nad Słuczem wziął do niewoli jeńców i sprzęt wojskowy”. Za tę postawę został odznaczony Orderem Virtuti Militari.
Po zakończeniu wojny zamieszkał w Mykietnicach gdzie został przodownikiem w Straży Granicznej. Zmarł po chorobie 5 września 1924.

## Życie prywatne
Żonaty. Córka Janina (1923).

## Odznaczenia
- Krzyż Srebrny Orderu Wojskowego Virtuti Militari nr 1442[1][2]
- Krzyż Niepodległości[1]
- Srebrny Krzyż Zasługi[1]